# Longleat Safari Park
Koordinaten: 51° 11′ 18,5″ N, 2° 14′ 19,9″ W

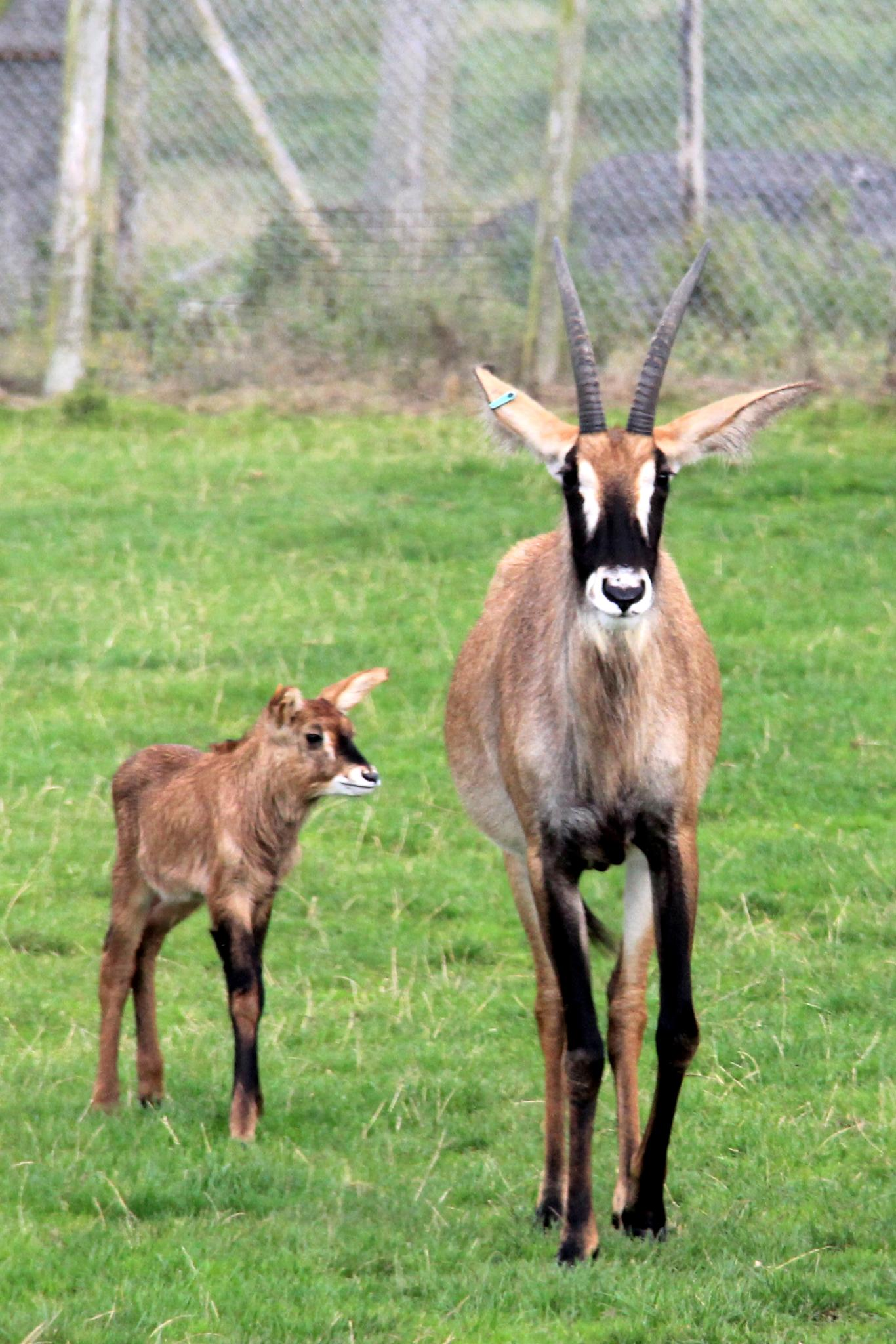
Pferdeantilope mit Jungtier

Der Longleat Safari Park, zuweilen auch Longleat Safari and Adventure Park genannt,
ist ein Safaripark, der sich westlich der Stadt Warminster in der englischen Grafschaft Wiltshire befindet. Die Stadt Bristol liegt in einer Entfernung von rund 40 Kilometern im Nordwesten.

## Geschichte
Der Longleat Safari Park wurde 1966 auf dem das Longleat House umgebende Gelände, das sich im Besitz der Familie Thynne befindet, eröffnet. Es war der erste Durchfahrten-Safaripark außerhalb Afrikas. Eine Eintrittskarte zum Safaripark gewährt den Besuchern auch Zugang zum Museum des Hauses. Für die Ausführung des Safarigeländes wurde Jimmy Chipperfield, ein Gestalter von Safariparks gewonnen. Für mehrere Jahre wurde eine Fernsehserie der BBC mit dem Titel Animal Park ausgestrahlt, bei der die Tiere des Longleat Safari Parks im Mittelpunkt standen. Der Safaripark mit dem Longleat House wurde im Jahr 2023 von rund 800.000 Interessenten besucht.

## Anlagenkonzept und Tierbestand
Der Longleat Safari Park beherbergt rund 500 Tiere. Das Gelände ist in zwei Bereiche unterteilt, die mit Personenkraftwagen befahren oder von Fußgängern begangen werden können.

### Anlagenbereich für Fußgänger
Direkt an das Longleat House schließt sich der Fußgängerbereich an. Die einzelnen Anlagenteile sind meist nach Arten, Gattungen, Familien oder Ordnungen zusammengestellt. Beispielsweise werden im Jungle Kingdom sowie im Monkey Temple überwiegend verschiedene Primatenarten gezeigt. Im Koala Creek werden Koalas gehalten und gezüchtet. Dort gelang 2022 mit der Geburt eines südlichen Koalas ein seltener Zuchterfolg. Das Family Farmland beinhaltet Haustiere. Zum Bereich Animal Adventure zählen Anlagen für Vögel, Reptilien sowie ein Butterfly House (Schmetterlingshaus), in dem sowohl Nachtschmetterlinge wie der Atlasspinner als auch Tagschmetterlinge wie verschiedene Edelfalter sowie  Ritterfalter frei umherfliegen.

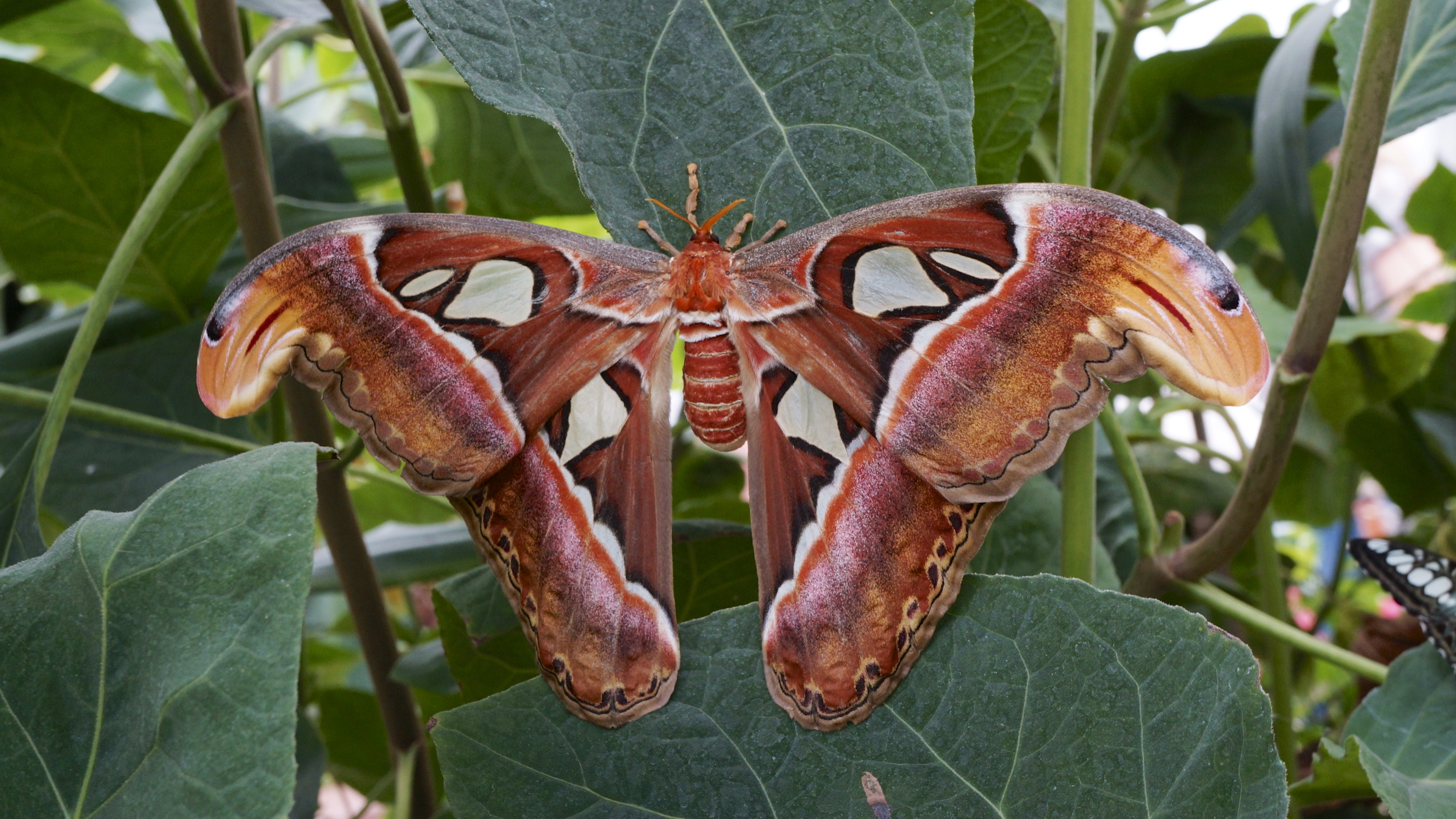
Atlasspinner
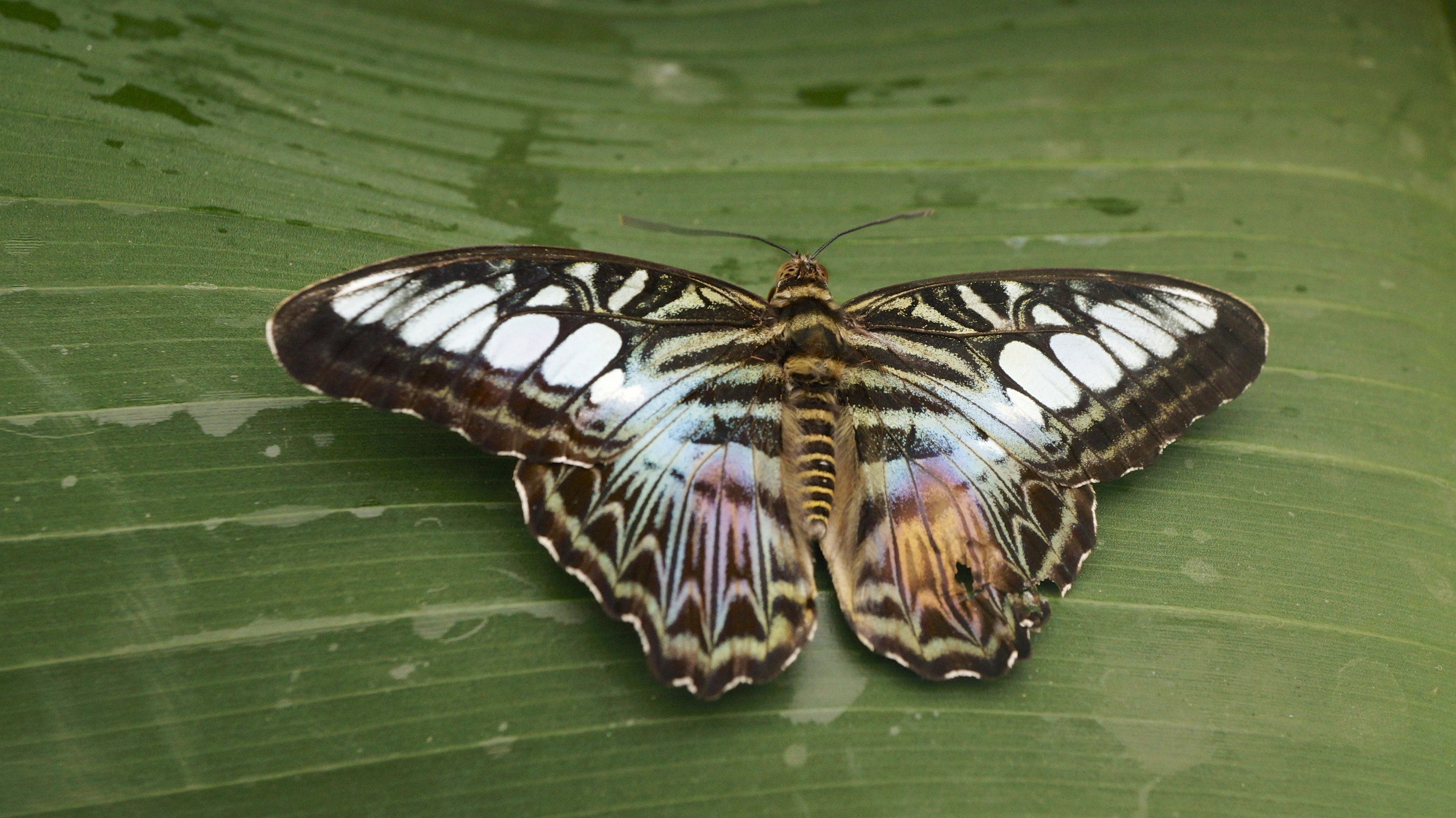
Parthenos sylvia
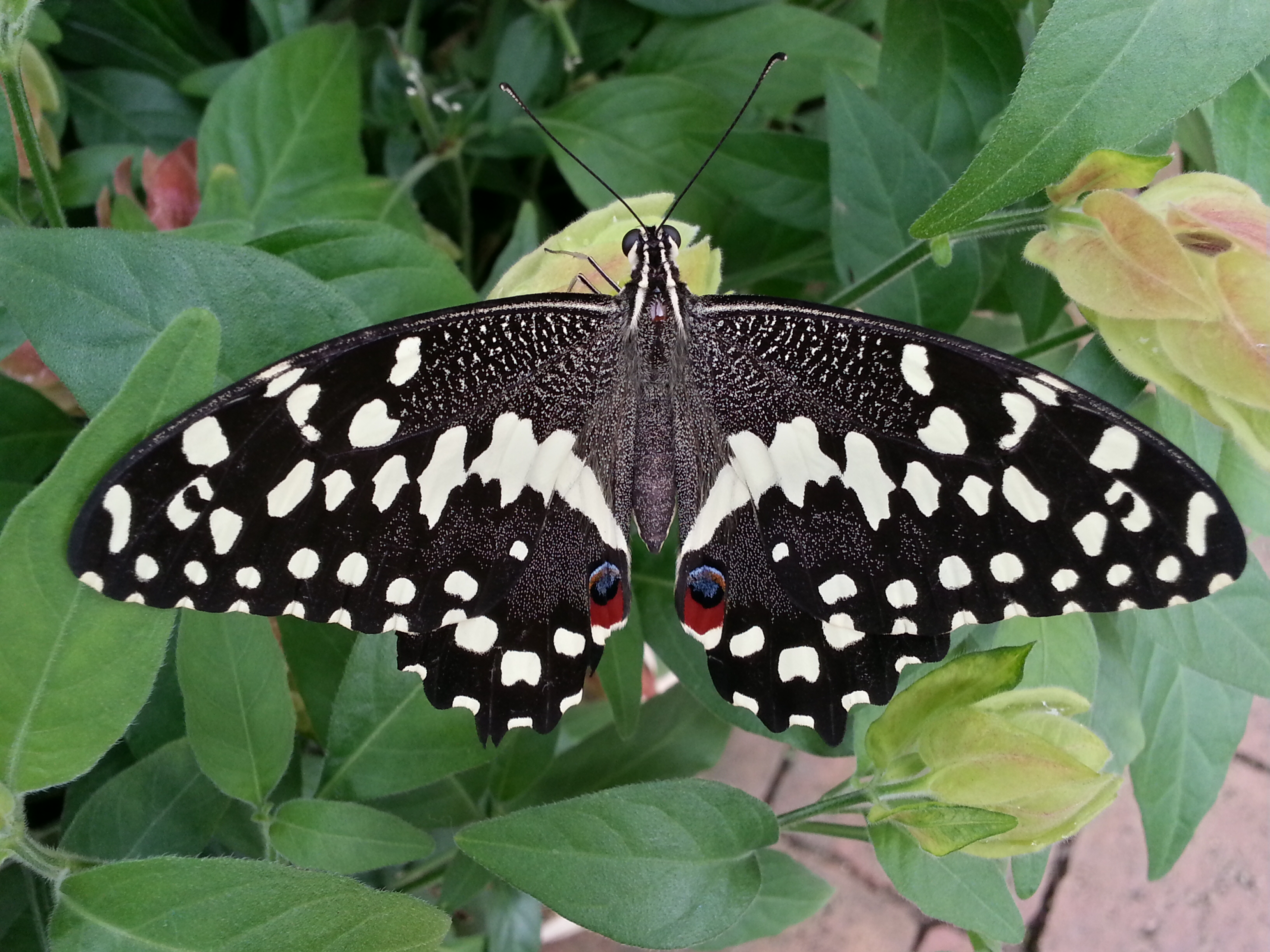
Papilio demodocus

Im Park gibt es mehrere botanische Abteilungen mit Blumenrabatten und Schmetterlingswiesen. Ein Vergnügungsbereich bietet Bootstouren, Fahrten mit einer Schmalspureisenbahn und verschiedene Unterhaltungsmöglichkeiten für Kinder. Besonders beliebt ist ein großer Irrgarten. Am zentralen Main Square befinden sich mehrere Restaurants und Andenkenläden.

### Anlagenbereich für Personenkraftwagen
Mit ihren privaten Personenkraftwagen fahren die Besucher auf einer kurvenreichen Straße durch verschiedene Zonen. Der Park bietet große Busch- und Grasflächen mit viel Platz für Tiere, die sich so bewegen können, wie sie sich in freier Wildbahn verhalten würden. Zu den Hauptbereichen zählen Freianlagen für Antilopen, Gazellen, Zebras, Giraffen, Strauße, Breitmaulnashörner, Hirsche, Wölfe, Hyänen, Afrikanische Wildhunde, Geparden sowie eine sehr ausgedehnte Löwenfreianlage. Ein Verlassen des Fahrzeugs im Gelände ist nicht gestattet, Fenster müssen stets geschlossen bleiben. Die Tiere dürfen nicht gefüttert werden.

## Forschungs- und Arterhaltungsprogramme
Die Mission des Safariparks ist es, viele Naturschutzprojekte vor Ort und auf der ganzen Welt zu unterstützen, indem eine breite Palette von Arbeiten auf diesem Gebiet durchgeführt oder finanziert wird. Zusätzlich zur Arbeit in Großbritannien konzentriert sich der Park auf die Unterstützung von Naturschutzprojekte mit Partnerorganisationen in den drei Kontinenten Asien, Afrika und Australien.
- In Asien konzentrieren sich die Bemühungen auf Westliche Kleine Pandas und Asiatische Elefanten. Gemeinsam mit Red Panda Network (RPN), einer etablierten Naturschutzorganisation in Nepal wird nicht nur der Lebensraum der Kleinen Pandas geschützt, es werden auch die Menschen, die neben ihnen leben, unterstützt. RPN arbeitet daran, Lösungen zu erstellen, die allen Parteien helfen, um ein problemloses Nebeneinander von Mensch und Tier zu ermöglichen.
- In Australien wird versucht, die im Süden des Kontinents durch Buschfeuer vernichteten Populationen der Koalas wieder aufzubauen. Im April 2023 reisen zwei Mitarbeiter des Parks in die geschädigten Gebiete, um bei der Regeneration und der Erholung der betroffenen Tiere mitzuwirken. Von Longleat gespendete Mittel haben auch dazu beigetragen, drei neue Flugvolieren zu errichten, um es verletzten Vögeln zu ermöglichen, ihre erschlafften Flügelmuskeln bei Trainingsflügen zu stärken.
- In Afrika besteht eine enge Zusammenarbeit mit der Organisation Tusk Trust (abgeleitet von tusk = Stoßzahn). Hierbei werden Programm zum Schutz vieler bedrohter Tierarten unterstützt, dazu zählen Nashörner, Okapis und Raubtiere. Ein spezielles Projekt befasst sich mit der Erfassung von Daten zur Lebensweise der Afrikanischen Wildhunde.[6]

## Galerie
Die nachfolgende Bildauswahl zeigt einige Tiere aus dem Bestand des Longleat Safari Parks:

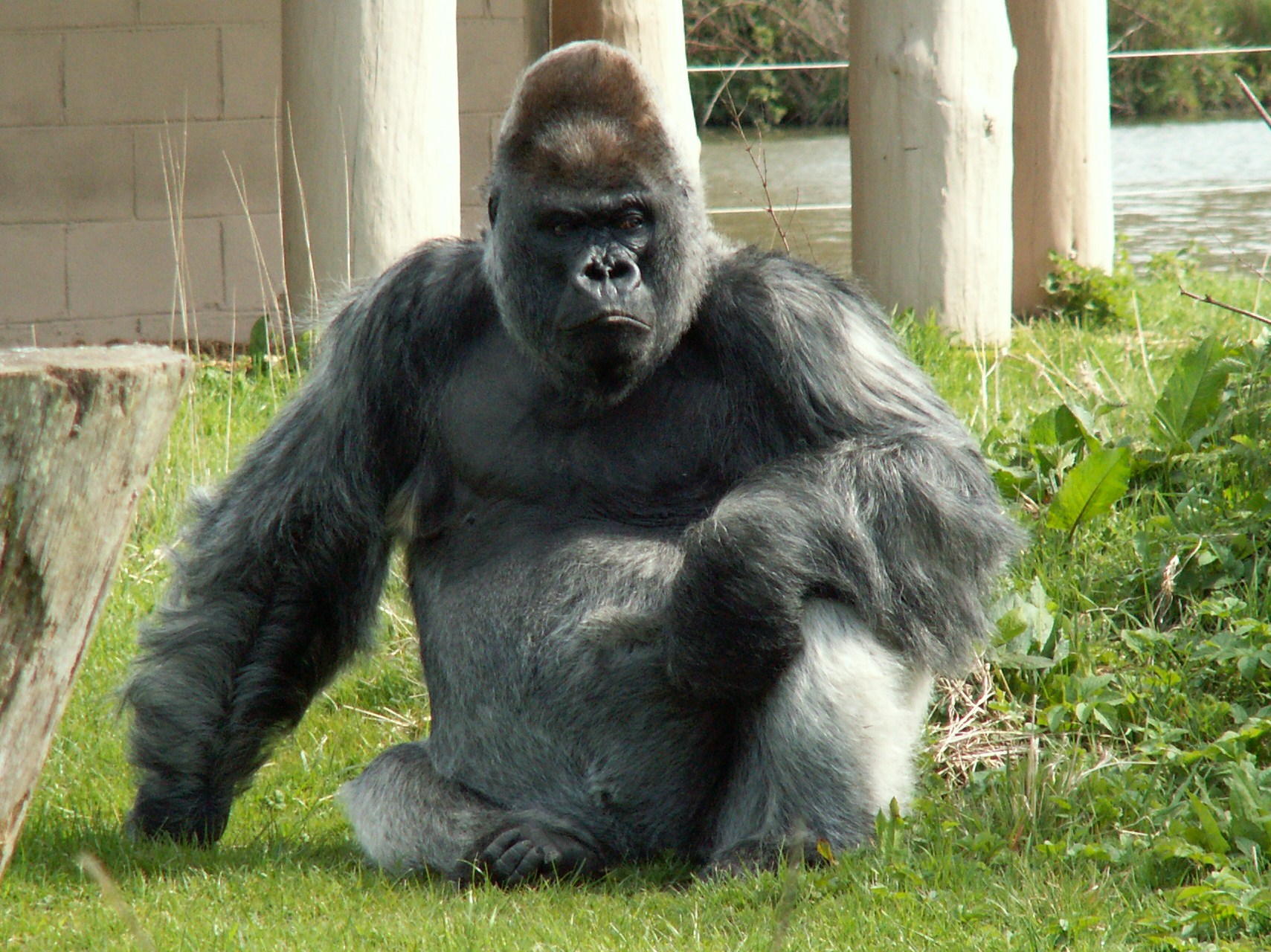
Westlicher Flachlandgorilla
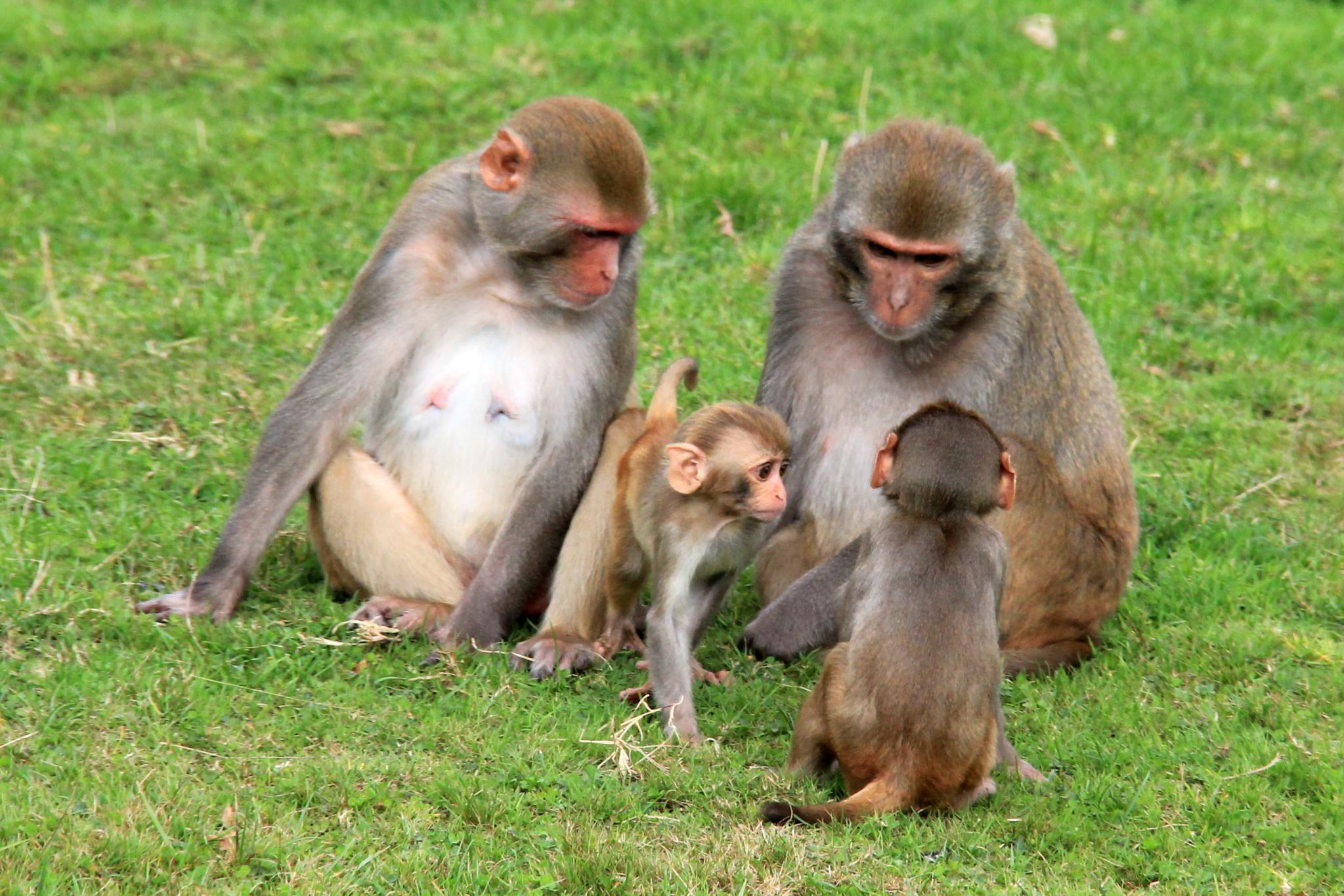
Rhesusaffen
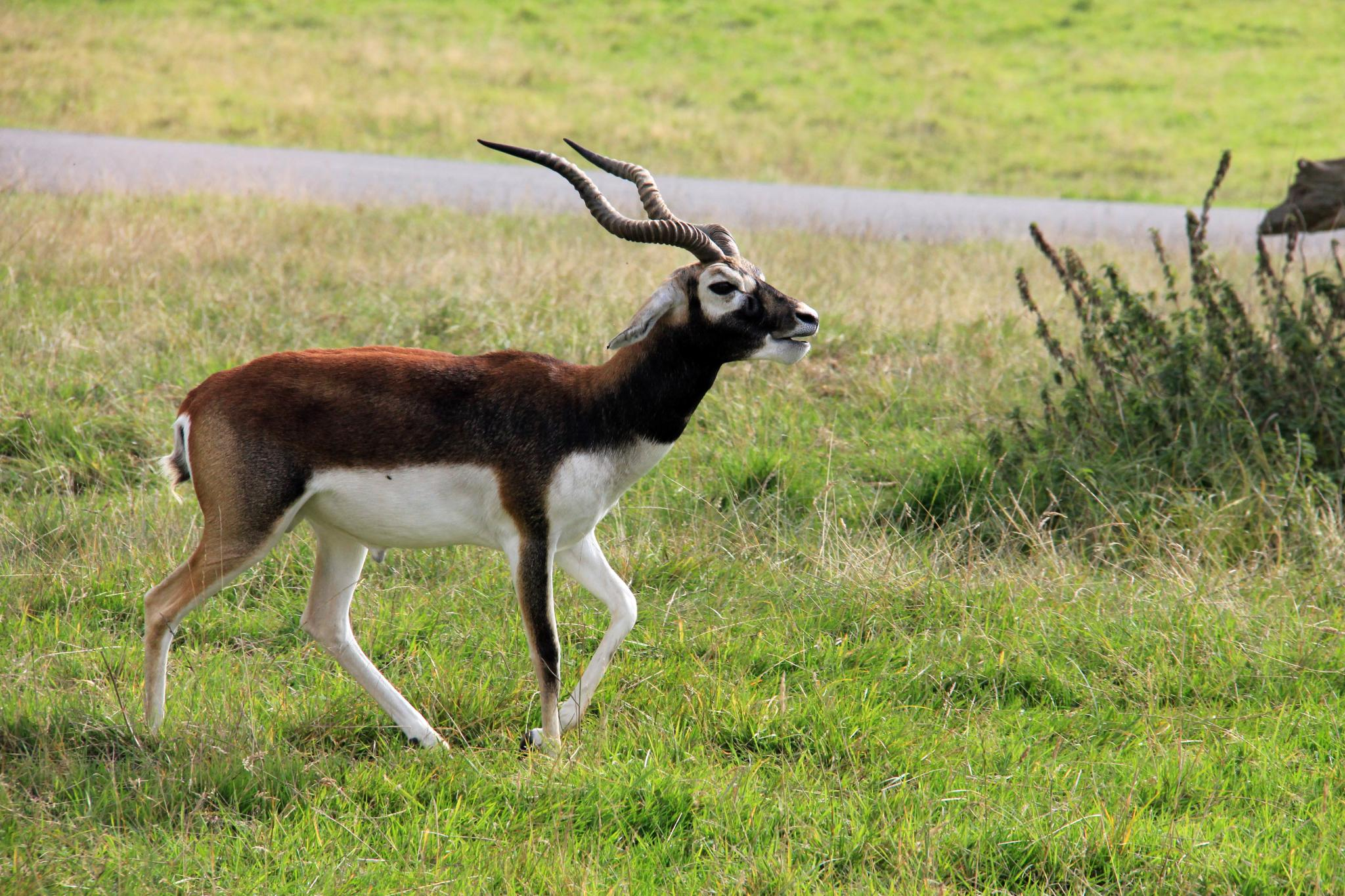
Hirschziegenantilope, Männchen
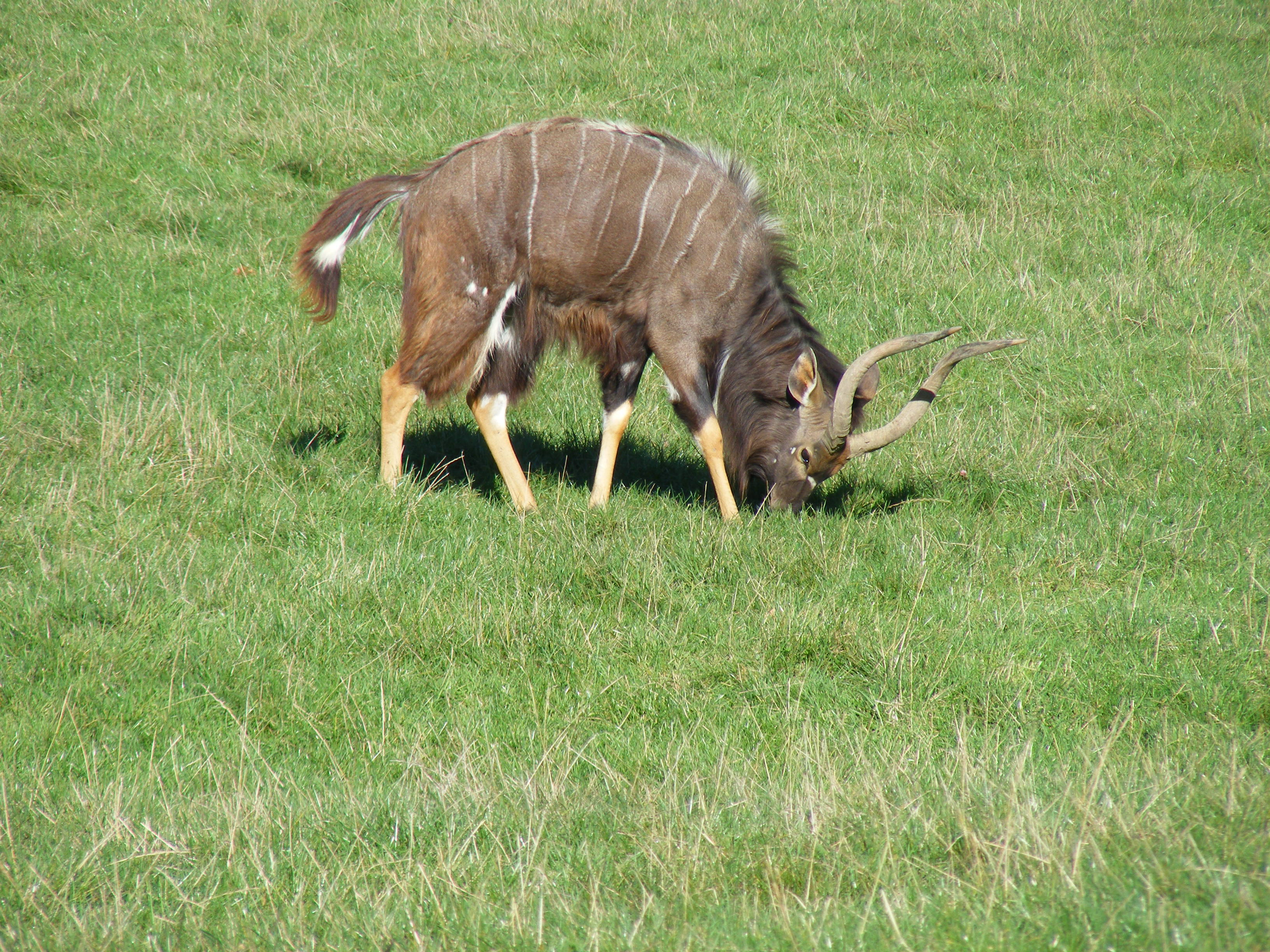
Nyala, Männchen
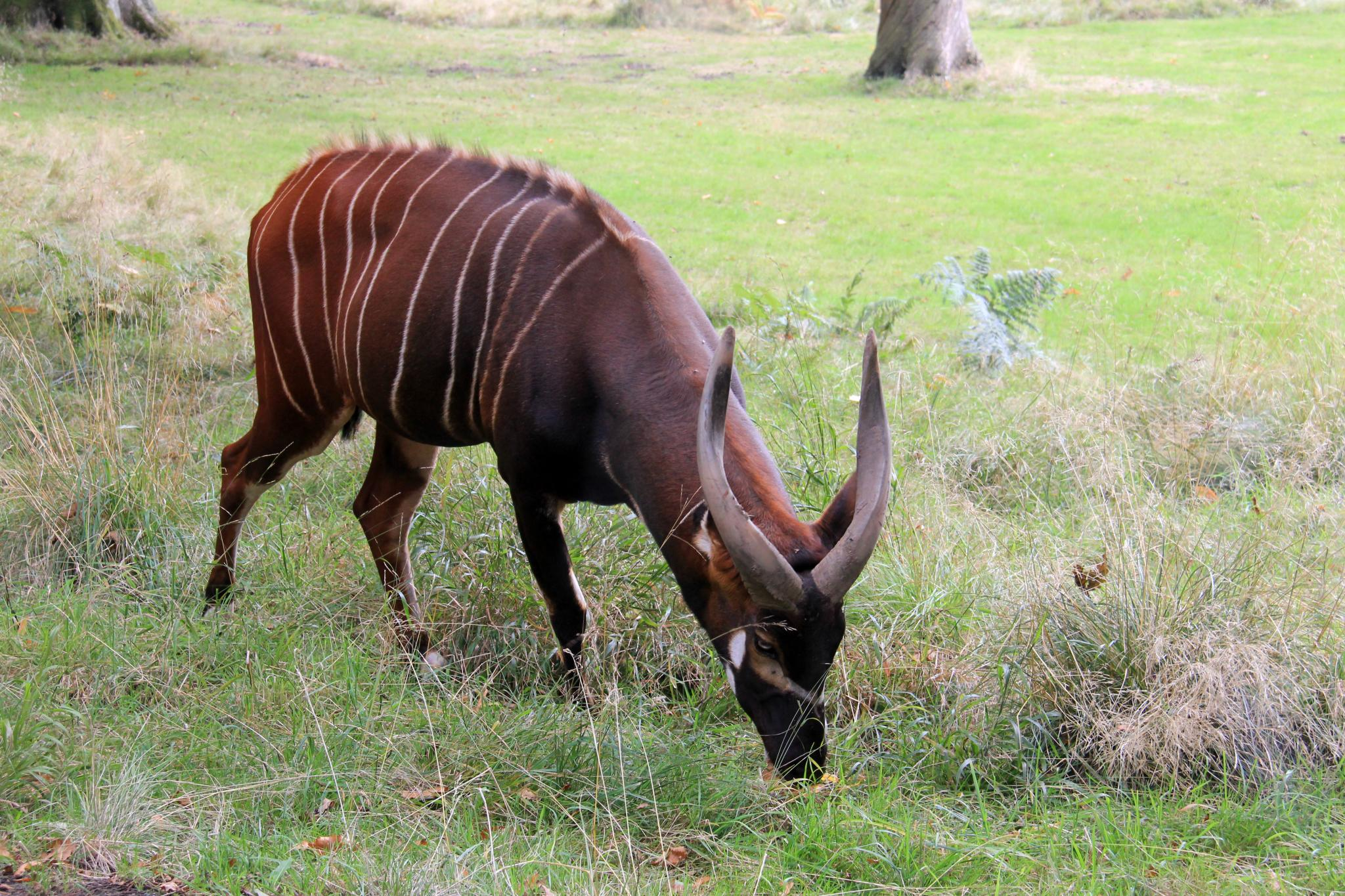
Bongo
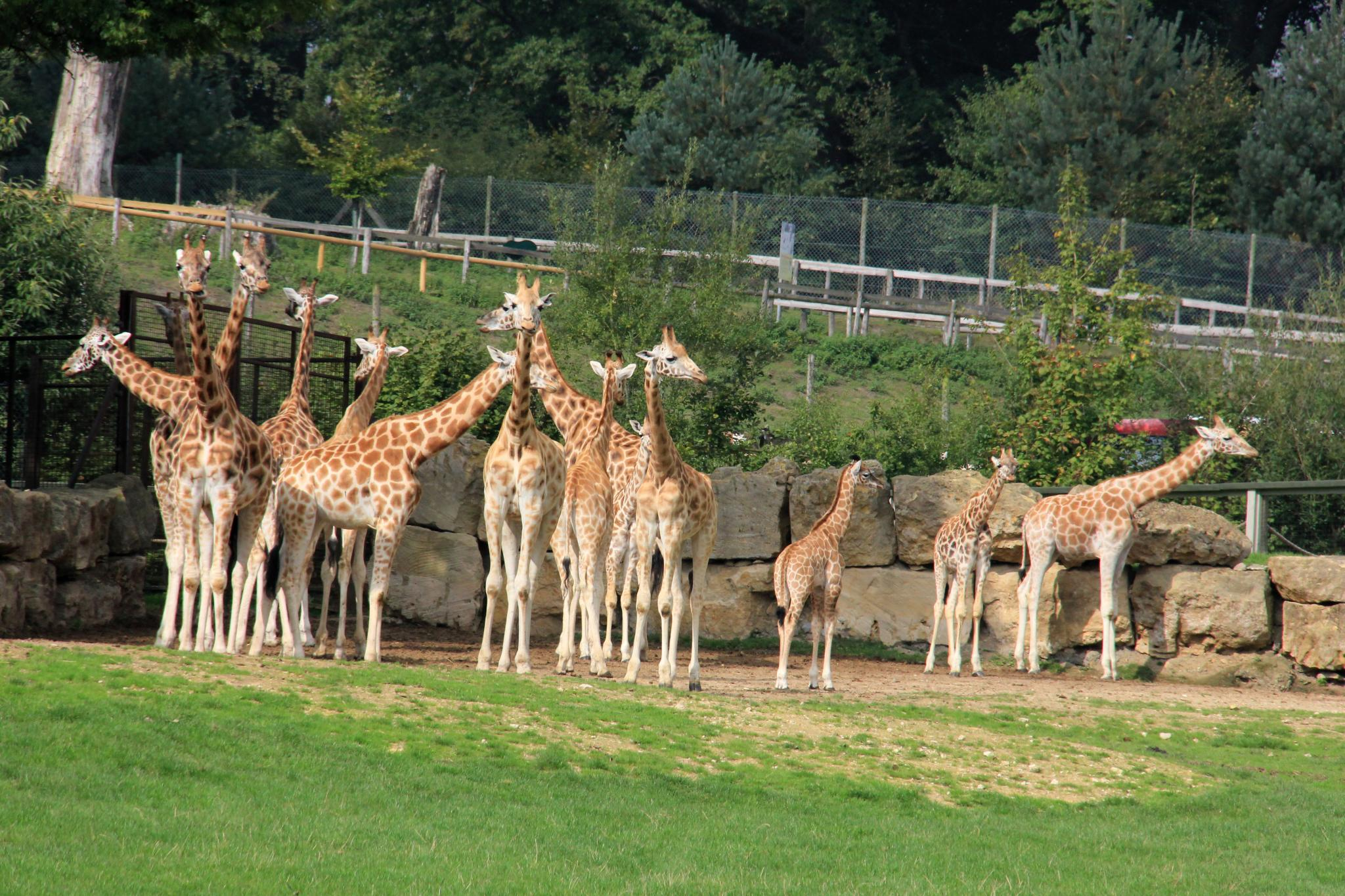
Giraffenherde
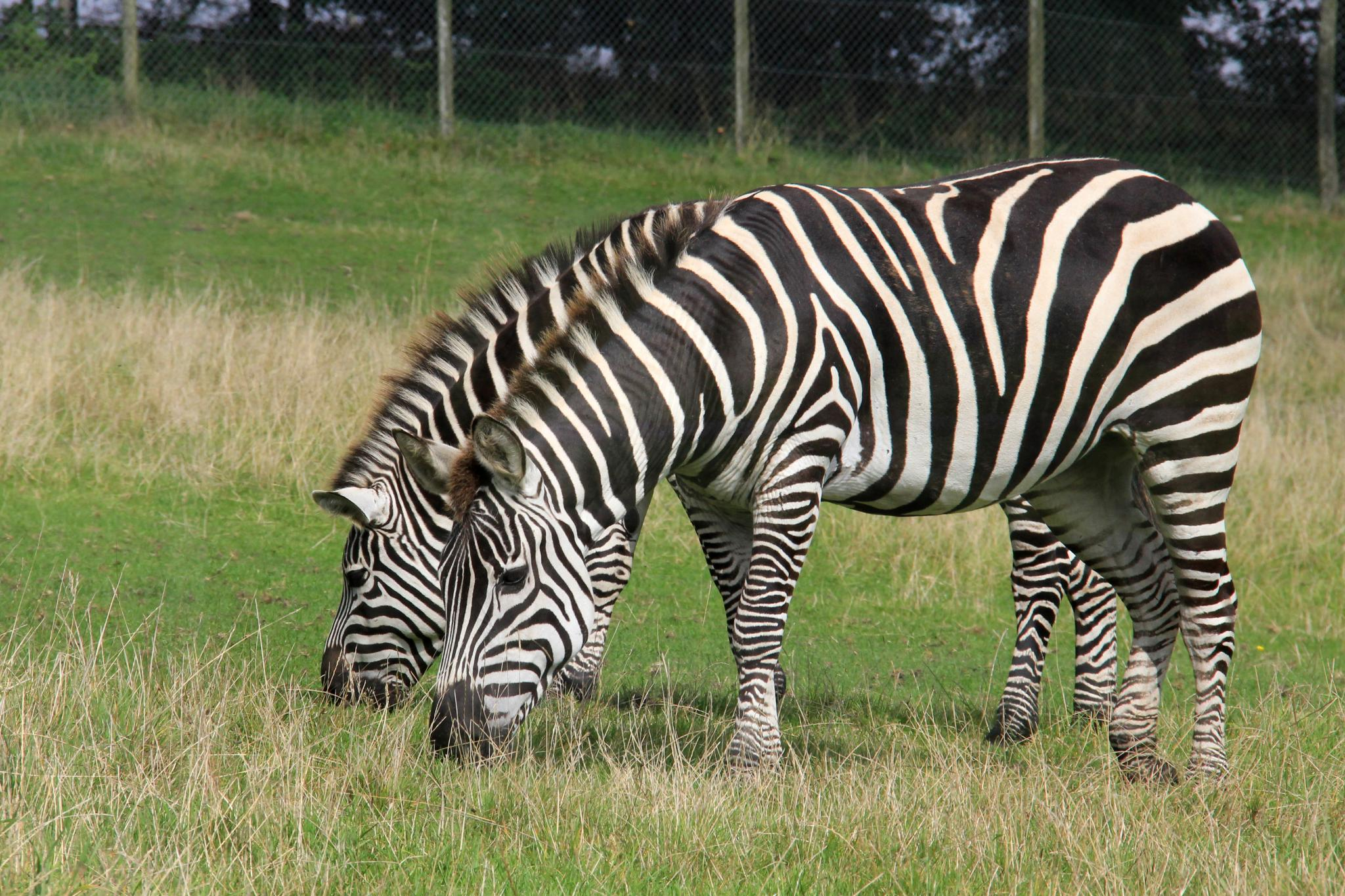
Steppenzebras
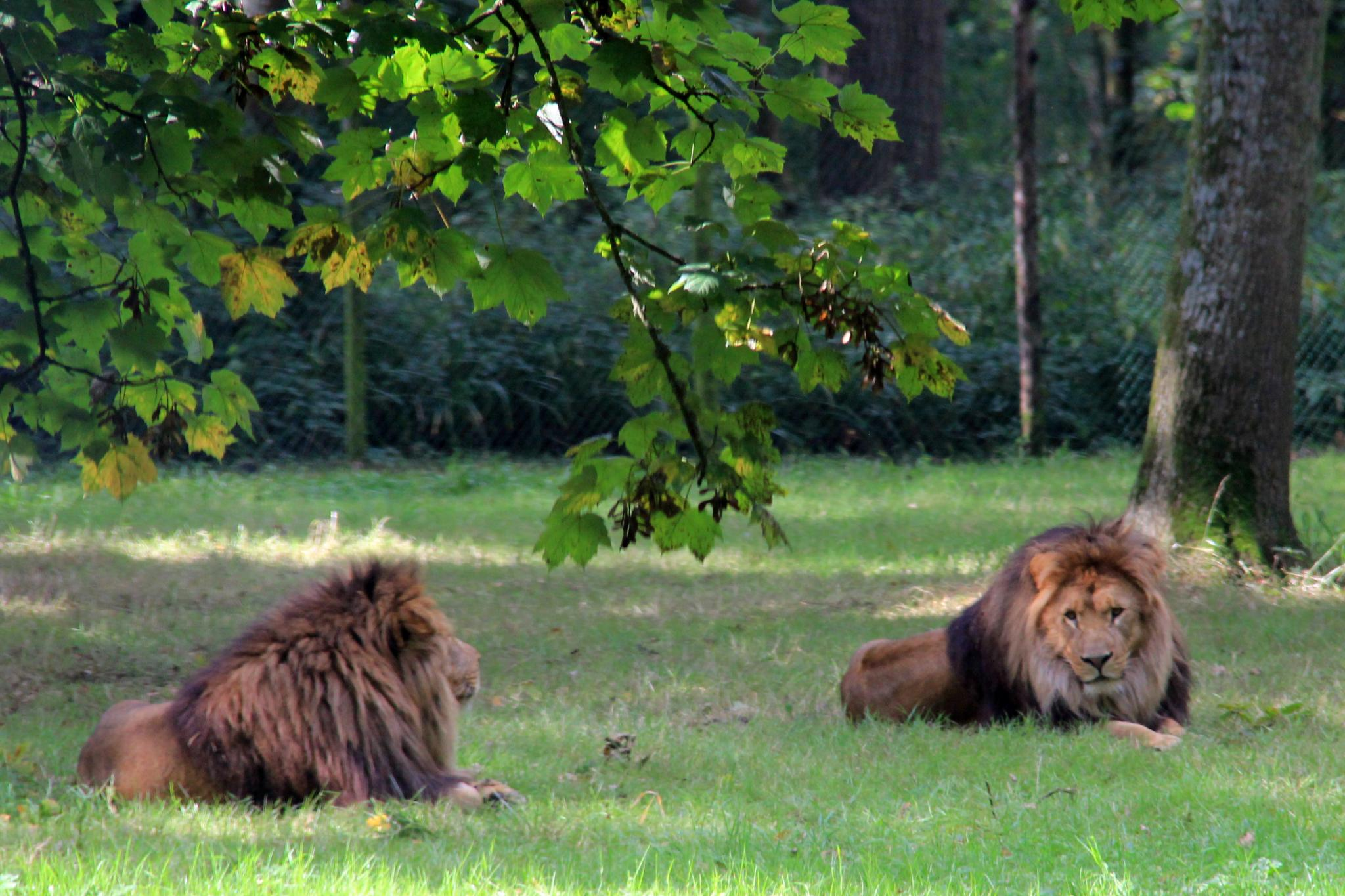
Ruhende Löwenmännchen
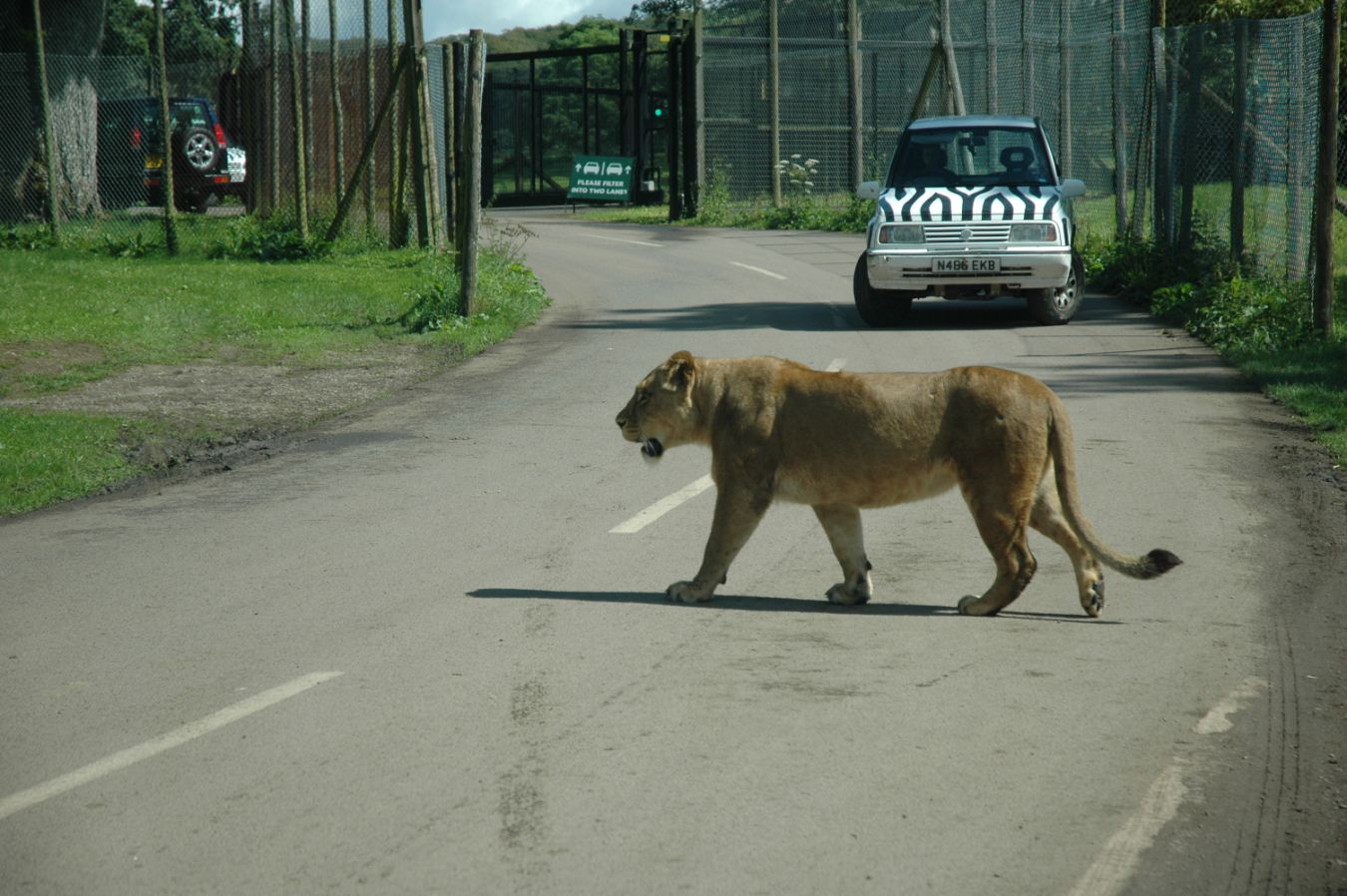
Löwin kreuzt Straße
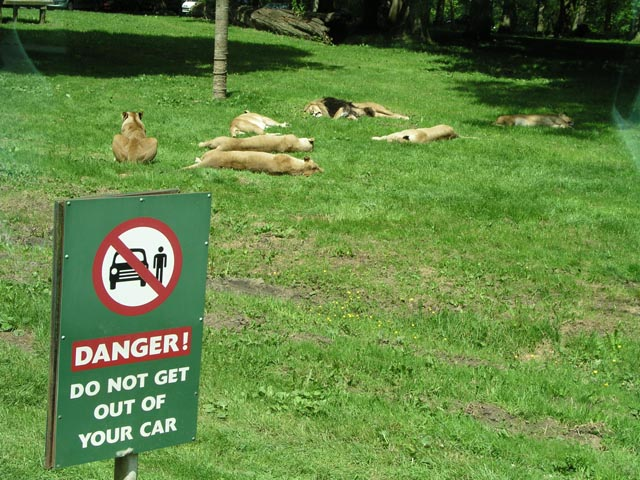
Warnhinweis